# Mark Schwarzer
Mark Schwarzer (Sydney, 6 de Outubro de 1972) é um ex-futebolista australiano que atuava como goleiro.

## Carreira

### Chegada na Inglaterra
Schwarzer jogou pelo Middlesbrough da Inglaterra, por 11 anos, onde fez 445 partidas no total e tornou-se um ídolo do clube.
Em 2008 se transferiu para o Fulham, sendo por cinco anos o goleiro titular, sendo peça chave na campanha do vice campeonato da Europa League na temporada 2009–10.

### Chelsea
No início da temporada 2013–2014 se transferiu para o Chelsea, para ser reserva do ídolo dos Blues, Petr Čech. No dia 11 de dezembro Schwarzer bateu o recorde do jogador mais velho a atuar com a camisa do Chelsea contra o Sunderland na Premier League, com 41 anos e 195 dias.
Mark jogou a semifinal da Liga dos Campeões da temporada 2013–14 contra o Atlético de Madrid, no Stamford Bridge, a partida terminou em 3 a 1 para o clube Colchonero, que fez a final contra o grande rival Real Madrid.
Na temporada 2014–2015, o goleiro foi rebaixado ao posto de terceiro goleiro, com a vinda o goleiro belga Thibaut Courtois. Atuou oficialmente apenas em 12 oportunidades pelos Blues. Infeliz, pediu para ser liberado do clube.

### Leicester City
No início de 2015, acertou sua transferência para o Leicester para ter maior oportunidade de jogar com regularidade no final de sua carreira. No entanto, saiu do time após a conquista do campeonato inglês em julho de 2016, pois era apenas reserva na equipe de Claudio Ranieri.

### Seleção Australiana
Mark conquistou, em 2004, a Copa das Nações da OFC de 2004, sendo o único título que conquistara pela seleção nacional.
O goleiro atuou pela seleção nas Copas do Mundo de 2006 e 2010.
Em 2013, Schwarzer anunciou sua aposentadoria da seleção nacional de seu país.
Schwarzer é o recordista de jogos da seleção australiana, com 109 atuações, em 20 anos pela seleção da Oceania.

## Vida Pessoal
Schwarzer nasceu em North Richmond, um subúrbio semi-rural ao noroeste de Sydney, e estudou em Richmond North, escola pública. Jogou para o clube de futebol Colo Cougars. Seus pais Hans-Joachim e Doris emigraram da Alemanha em 1968. Fala inglês, alemão e espanhol. Mark e sua esposa Paloma têm dois filhos, Julian, e Amaya. Em 2009, foi premiado com a Medalha da Ordem da Austrália. O australiano também é o co-autor da série de livros de futebol de Megs Morrison. Teve em 2006 o Diário da Copa do Mundo publicado sob o título: "Destino Mark Schwarzer na Copa do Mundo: De Sydney para Stuttgart".

## Títulos
Middlesbrough
- Copa da Liga Inglesa: 2003–04

Seleção Australiana
- Copa das Nações da OFC: 2004

### Prêmios Individuais
- Jogador do Ano do Fulham: 2008
- FFA Australian Football Awards: Futebolista do Ano: 2009, 2010[12]
- Football Media Association Australia International: Jogador do Ano: 2009[13]
- Ordem da Austrália: 2009
- Australian Professional Football Association - Jogador do Ano: 2010
- Premier League - Jogador do Mês: fevereiro de 2010